# Apora
Apora Gunnerus, 1768  é o nome botânico  de um gênero de algas vermelhas marinhas pluricelulares da família Hapalidiaceae, subfamília Melobesioideae.

## Sinonímia
Atualmente é considerado como sinônimo de:
- Phymatolithon Foslie, 1898 (Foslie in Kongel. Norske Vidensk. Selsk. Skr. (Trondheim) 1898(2): 4.).

## Espécies
- Apora polymorpha Gunnerus, 1768 (nome ilegítimo)

= Phymatolithon calcareum (Pallas) W.H. Adey & D.L. McKibbin, 1970